# Federico I di Saluzzo
Federico I di Saluzzo (1287 – 29 giugno 1336) fu marchese di Saluzzo.

## Biografia
Figlio del marchese Manfredo IV di Saluzzo e della di lui prima moglie Beatrice di Hohenstaufen, venne escluso dalla successione al marchesato a favore del fratellastro Manfredo, avuto dal padre in seconde nozze con Isabella Doria. Dopo lunghe lotte per il diritto di successione, Federico ottenne, anche grazie all'intercessione della casa Savoia, il governo del marchesato. Il riconoscimento avvenne nel 1334 ma solo due anni dopo Federico morì lasciando suo figlio Tommaso alla successione. 

## Matrimonio e discendenza
Nel 1303 Federico sposò Margherita de La Tour du Pin, figlia del Delfino del Viennois Umberto I, dalla quale ebbe due figli:
- Tommaso (1304 – 1357), suo successore con il nome di Tommaso II;
- una figlia, che sposò Pietro Cambiano, signore di Ruffia.

Sposò poi in seconde nozze Giacomina di Biandrate, figlia di Guglielmo di San Giorgio, dalla quale tuttavia non ebbe figli.
Egli ebbe inoltre un figlio illegittimo, Giacomo, signore di Brondello.

## Ascendenza
|                        |                       |                      | Genitori               |  |  | Nonni |  |  | Bisnonni                |  |  | Trisnonni            |  |
|                        |                       |                      |                        |  |  |       |  |  | Manfredo III di Saluzzo |  |  | Bonifacio di Saluzzo |  |
|                        |                       |                      |                        |  |  |       |  |  | Manfredo III di Saluzzo |  |  | Bonifacio di Saluzzo |  |
|                        |                       | Maria di Torres      |                        |  |  |       |  |  | Manfredo III di Saluzzo |  |  |                      |  |
| Tommaso I di Saluzzo   |                       |                      |                        |  |  |       |  |  | Manfredo III di Saluzzo |  |  |                      |  |
|                        |                       | Beatrice di Savoia   | Amedeo IV di Savoia    |  |  |       |  |  |                         |  |  |                      |  |
|                        |                       | Beatrice di Savoia   | Amedeo IV di Savoia    |  |  |       |  |  |                         |  |  |                      |  |
|                        |                       | Beatrice di Savoia   | Margherita di Borgogna |  |  |       |  |  |                         |  |  |                      |  |
| Manfredo IV di Saluzzo |                       | Beatrice di Savoia   |                        |  |  |       |  |  |                         |  |  |                      |  |
|                        |                       | Giorgio di Ceva      | …                      |  |  |       |  |  |                         |  |  |                      |  |
|                        |                       | Giorgio di Ceva      | …                      |  |  |       |  |  |                         |  |  |                      |  |
|                        |                       | Giorgio di Ceva      | …                      |  |  |       |  |  |                         |  |  |                      |  |
| Luisa di Ceva          |                       | Giorgio di Ceva      |                        |  |  |       |  |  |                         |  |  |                      |  |
|                        |                       | …                    | …                      |  |  |       |  |  |                         |  |  |                      |  |
|                        |                       | …                    | …                      |  |  |       |  |  |                         |  |  |                      |  |
|                        |                       | …                    | …                      |  |  |       |  |  |                         |  |  |                      |  |
| Federico I di Saluzzo  |                       | …                    |                        |  |  |       |  |  |                         |  |  |                      |  |
|                        | Federico II di Svevia | Enrico VI di Svevia  |                        |  |  |       |  |  |                         |  |  |                      |  |
|                        | Federico II di Svevia | Enrico VI di Svevia  |                        |  |  |       |  |  |                         |  |  |                      |  |
|                        | Federico II di Svevia | Costanza d'Altavilla |                        |  |  |       |  |  |                         |  |  |                      |  |
| Manfredi di Sicilia    | Federico II di Svevia |                      |                        |  |  |       |  |  |                         |  |  |                      |  |
|                        |                       | Bianca Lancia        | Bonifacio I d'Agliano  |  |  |       |  |  |                         |  |  |                      |  |
|                        |                       | Bianca Lancia        | Bonifacio I d'Agliano  |  |  |       |  |  |                         |  |  |                      |  |
|                        |                       | Bianca Lancia        | Bianca Lancia          |  |  |       |  |  |                         |  |  |                      |  |
| Beatrice di Sicilia    |                       | Bianca Lancia        |                        |  |  |       |  |  |                         |  |  |                      |  |
|                        |                       | Michele II d'Epiro   | Michele I d'Epiro      |  |  |       |  |  |                         |  |  |                      |  |
|                        |                       | Michele II d'Epiro   | Michele I d'Epiro      |  |  |       |  |  |                         |  |  |                      |  |
|                        |                       | Michele II d'Epiro   | …                      |  |  |       |  |  |                         |  |  |                      |  |
| Elena Ducas            |                       | Michele II d'Epiro   |                        |  |  |       |  |  |                         |  |  |                      |  |
|                        |                       | Teodora di Arta      | Giovanni Petralife     |  |  |       |  |  |                         |  |  |                      |  |
|                        |                       | Teodora di Arta      | Giovanni Petralife     |  |  |       |  |  |                         |  |  |                      |  |
|                        |                       | Teodora di Arta      | Elena                  |  |  |       |  |  |                         |  |  |                      |  |
|                        |                       | Teodora di Arta      |                        |  |  |       |  |  |                         |  |  |                      |  |